# 双橋駅 (北京市)
双橋駅（そうきょう-えき）は中華人民共和国北京市朝陽区に位置する北京地下鉄八通線の駅。駅番号はBT05。

## 駅構造

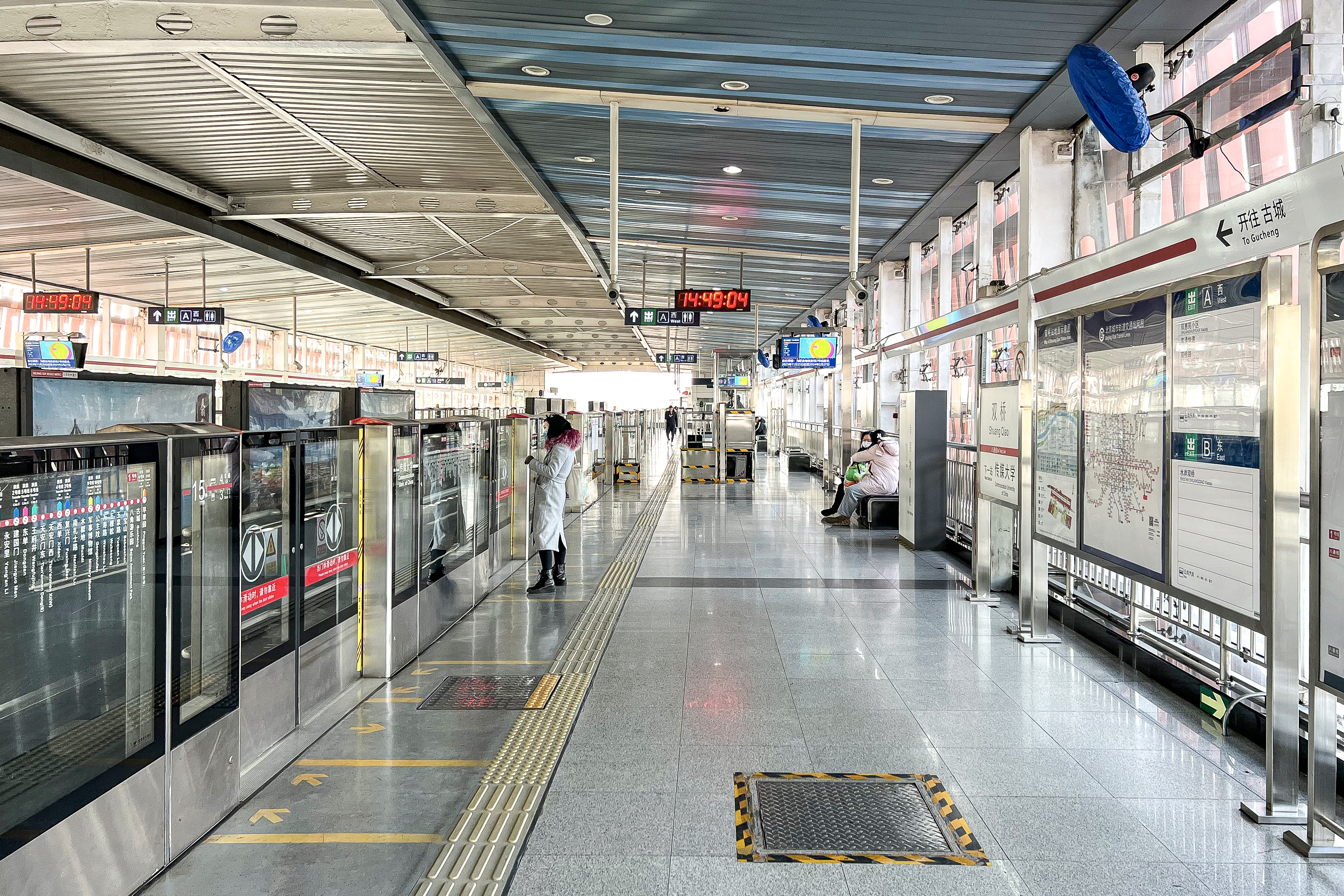
ホーム

相対式ホーム2面2線を有する高架駅。

## 駅周辺
- 北京第二外国語学院
- 建国路賓館
- 三間房水泥構件廠
- 路橋集団一局

## 歴史
- 2003年12月27日 - 開業。

## 隣の駅
■北京地下鉄八通線
伝媒大学駅 (BT04) - 双橋駅 (BT05) - 管荘駅 (BT06)